# Primark
A Primark ([ˈpraɪˌmɑːrk]) , conhecida como Penneys na Irlanda, é uma empresa irlandesa de vestuário e acessórios, subsidiária da Associated British Foods. A empresa foi fundada em Dublin, no ano de 1962 pelo empresário Arthur Ryan e possui atualmente 352 lojas em redor do mundo, em Portugal tem presença desde maio de 2009.

## História
A primeira loja da empresa, denominada Penneys e ainda hoje em funcionamento, foi criada por Arthur Ryan em junho de 1969, em nome da família Weston, que em 1935 fundou a Allied Bakeries Limited, mais tarde rebaptizada Associated British Foods, na rua Mary Street número 47, em Dublin. As primeiras grandes lojas fora da capital irlandesa foram abertas nas cidades de Cork e Belfast em 1971, ambas sob o nome de Penneys.
Posteriormente, a empresa expandiu-se para fora da Irlanda e abriu a primeira loja no Reino Unido, na cidade de Derby, em 1973. Em 1974, a empresa tinha 24 lojas, incluindo três na Escócia e duas em Inglaterra, todas a operar sob a marca Penneys.
A empresa americana JC Penney opôs-se à utilização da marca Penneys como designação comercial. A JC Penney registou as várias denominações comerciais da empresa-mãe da Penneys em países europeus, a fim de a pressionar a renunciar ao seu registo da marca Penneys, e interpôs uma ação judicial para contestar a utilização da marca. Na sequência de uma injunção concedida pelo Alto Tribunal de Justiça de Inglaterra em junho de 1974, as duas lojas em Inglaterra foram rebatizadas como Primark. No entanto, a marca Penneys continuou a ser utilizada na Irlanda e na Escócia e, em 1975-1976, foram abertas mais quatro lojas com a marca Penneys na Escócia e na Irlanda do Norte.
Por fim, as duas empresas resolveram o seu litígio. A Penneys/Primark acordou que, a partir de 27 de agosto de 1976, apenas utilizaria a marca Penneys na República da Irlanda, devendo as suas lojas noutros locais, incluindo na Irlanda do Norte, ser rebatizadas como Primark. Em contrapartida, a JC Penney concordou em renunciar ao registo das várias denominações comerciais das empresas-mãe da Primark em toda a Europa e concordou em não comercializar sob a marca Penneys na República da Irlanda. Desde essa data, a empresa passou a ser conhecida como Penneys na República da Irlanda e como Primark noutros locais.
Em 2005, a Primark comprou as lojas do retalhista britânico Littlewoods por 409 milhões de libras, mantendo 40 das 119 lojas e vendendo as restantes.
Em maio de 2006, foi inaugurada em Madrid, Espanha, a primeira loja Primark na Europa continental. Em dezembro de 2008, a Primark abriu nos Países Baixos, seguida de Portugal, Alemanha e Bélgica em 2009, Áustria em 2012, França em 2013 e Itália em 2014.
A Primark abriu a sua sede atual em 2015 num edifício renovado em Dublin, chamado Arthur Ryan House, anteriormente conhecido como Chapel House.
Em 2015, a Primark abriu a sua primeira loja nos Estados Unidos, na cidade de Boston, expandindo-se posteriormente para Nova Iorque, Filadélfia, Danbury e Chicago. Tendo construído uma cadeia de cerca de 40 lojas em Espanha, a Primark abriu um segundo ponto de venda em Madrid em outubro de 2015, que é o segundo maior ponto de venda da marca no mundo. A maior loja Primark abriu em Birmingham a 11 de abril de 2019, ocupando o antigo Centro Comercial Pavilions com 15 000 m2, com cinco pisos que incluem um salão de beleza, um café temático da Disney e uma barbearia, e acrescentando o maior ponto de venda da empresa de fast-food britânica Greggs em fevereiro de 2022. A 13 de junho de 2019, a Primark expandiu-se para a Eslovénia com uma loja em Liubliana.
A 23 de março de 2020, a Primark encerrou temporariamente as suas 189 lojas no Reino Unido, em resultado das restrições impostas pelo governo durante o surto de COVID-19. As suas 153 lojas em Inglaterra reabriram a 15 de junho de 2020. Como resultado do confinamento, a empresa registou uma perda de vendas de 430 milhões de libras, uns 516 milhões e meio de euros.
A 10 de agosto de 2020, a Primark abriu a primeira loja na Polónia, no centro comercial Galeria Młociny, em Varsóvia, expandindo-se mais tarde para Posnânia, Cracóvia, Katowice, Breslávia e Łódź. Em junho de 2021, a Primark abriu a primeira loja na Chéquia, em Praga, ocupando uma área de 4.700 m2 e servindo de porta-estandarte para a região da Europa Central e Oriental.
 A 15 de dezembro de 2022, a Primark abriu a sua primeira loja na Roménia, em Bucareste e a 20 de junho de 2023, abriram a segunda loja na capital romena.
A 8 de fevereiro de 2024, como parte dos planos de expansão, a Primark anunciou um grande projeto em que seriam abertas cinco lojas e 15 (incluindo a sua loja na Oxford Street) seriam renovadas. A Primark abriu também um centro de distribuição em Jacksonville, na Flórida. A 21 de maio de 2024, a Primark apresentou uma nova identidade de marca, revelando um logótipo mais curvo e arrojado baseado no logótipo de 2005, juntamente com uma ligeira alteração da cor.
A 28 de maio de 2024, a Primark abriu a sua primeira loja na Hungria, no Arena Mall em Budapeste. A 20 de junho de 2024, foi anunciado que a empresa pretendia investir mais de 40 milhões de euros na sua atividade em Portugal, incluindo a abertura de mais quatro lojas em Portugal, como parte do seu plano de ter 530 lojas a nível internacional até 2026.

### Em Portugal
Em fevereiro de 2009, a Primark anunciou a sua chegada a Portugal, mais especificamente a Lisboa, tendo inaugurado a primeira loja em maio de 2009 no Centro Comercial UBBO, na Amadora. Em dezembro de 2009, a Primark abriu a segunda loja, no Porto, com 225 novos trabalhadores. A 10 de outubro de 2013 foi inaugurada a maior loja da empresa em Portugal, no Centro Colombo, em Lisboa, num espaço, à data de inauguração, com 4.350m². Em outubro de 2019 abriram uma loja ainda maior no NorteShopping, em Matosinhos, na Grande Porto, desta feita com um total de 5.138m².
A 21 de junho de 2024, após mais de um ano em obras, abriu a ampliação da loja do Colombo, agora com 6.038m², um aumento de 40%, que fez voltar esta loja ao topo do pódio das maiores do país, e também tornou-se na maior loja Primark do mundo de piso único.
Atualmente, a Primark é a loja número 1 de vendas em Portugal, tem 10 armazéns no país com uma cobertura geográfica que vai da cidade de Braga até Loulé e planeia abrir mais quatro lojas até 2026 no Montijo, Guimarães, Viseu e Covilhã com um investimento de 40 milhões de euros e estima-se que criará 500 novos postos de trabalho.

## Produtos
A Primark oferece uma gama diversificada de produtos, incluindo: vestuário, acessórios e calçado para bebés, crianças, mulheres e homens; produtos de beleza; artigos para a casa e confeitaria. A marca vende vestuário a preços inferiores aos normalmente praticados por outros retalhistas.
A partir de 2014, a Primark começou a vender produtos de maquilhagem e a partir de janeiro de 2018 começou a vender snacks veganos, Laura O' Sullivan, co-fundadora da Primark, manifestou o seu apoio aos novos snacks.
Juntamente com retalhistas como a Zara e a H&M, a Primark contribui para a tendência contemporânea da moda rápida. De acordo com um artigo sobre a Primark publicado no jornal inglês The Economist, «Para muitos compradores, a Primark tem uma oferta irresistível: roupas da moda a preços espantosamente baixos. O resultado é um novo e ainda mais rápido tipo de moda rápida, que incentiva os consumidores a comprarem montes de artigos, a descartarem-se deles após algumas utilizações e a voltarem para comprar outro lote de roupas novas.»
Em 2020, a Primark lançou a sua coleção «Wellness», que inclui 80 produtos com consciência ecológica. Todos os produtos são fabricados com materiais orgânicos, sustentáveis ou reciclados. Isto faz parte do compromisso do retalhista de ser mais responsável pela sua pegada ecológica.
As roupas da moda vendidas pela Primark são fabricadas nomeadamente na Turquia e na Moldávia, enquanto as roupas mais básicas são produzidas em massa na Índia, na China, no Vietname e no Bangladesh. Embora não existam etiquetas que indiquem o local de fabrico das peças de vestuário, a Primark tem várias centenas de fornecedores em todo o mundo. A Primark faz as suas encomendas aos mesmos fornecedores que os seus concorrentes. A marca foi implicada no colapso do Rana Plaza no Bangladesh em 2013, sendo um dos principais clientes do local; pagou vários milhões de euros de indemnização.

## Lojas
| País             | Número de lojas |
| ---------------- | --------------- |
| Inglaterra       | 154             |
| Espanha          | 60              |
| Irlanda          | 37              |
| Alemanha         | 32              |
| França           | 27              |
| Países Baixos    | 20              |
| Escócia          | 20              |
| Itália           | 15              |
| Estados Unidos   | 24              |
| Portugal         | 10              |
| Irlanda do Norte | 9               |
| Bélgica          | 8               |
| País de Gales    | 8               |
| Áustria          | 5               |
| Polónia          | 4               |
| Roménia          | 2               |
| Eslovênia        | 1               |
| Chéquia          | 2               |
| Hungria          | 1               |
| Eslováquia       | 1               |
| Total            | 439             |

## Galeria

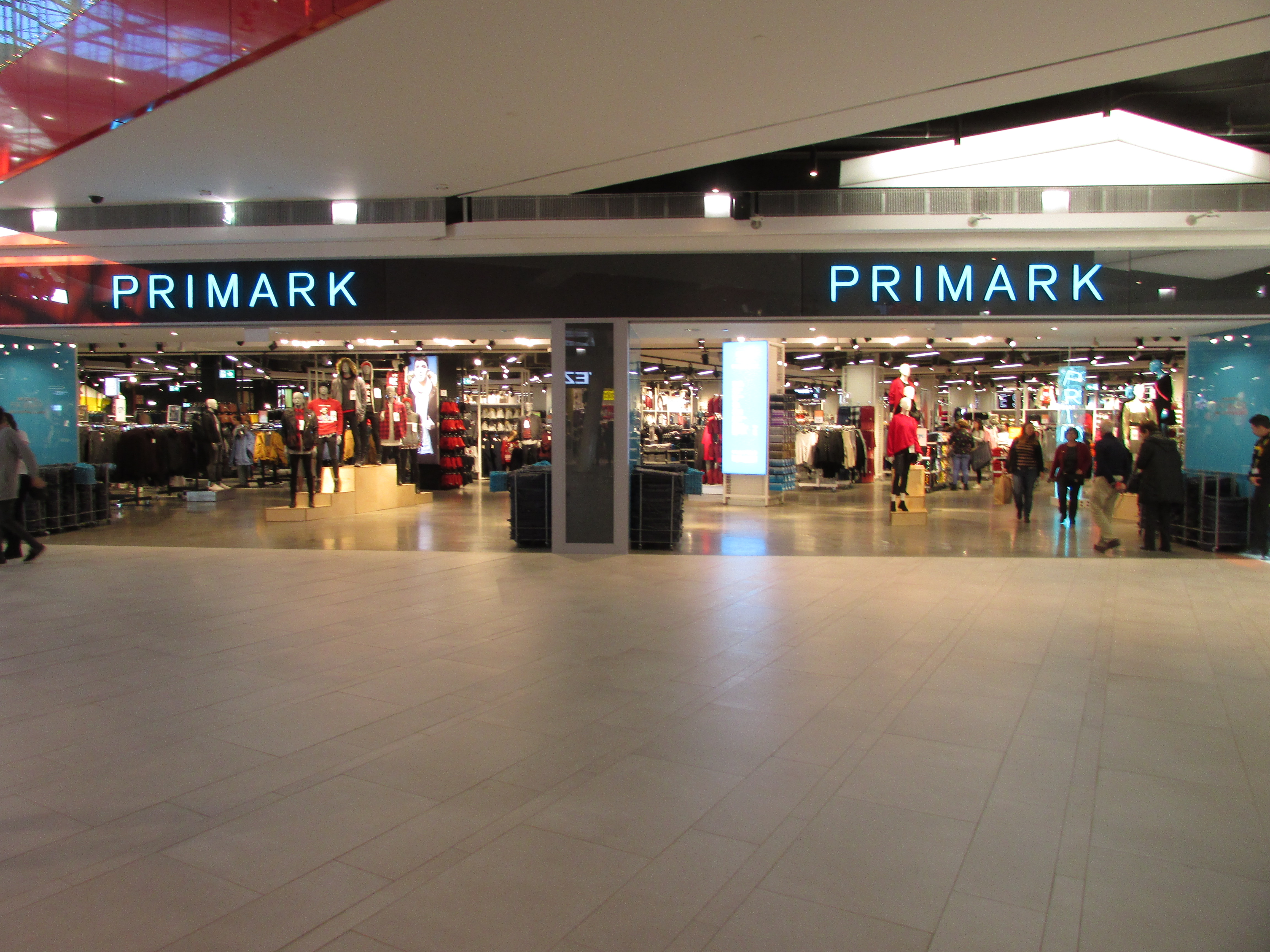
Loja Primark no MAR Shopping Algarve, em Almancil, no Algarve.
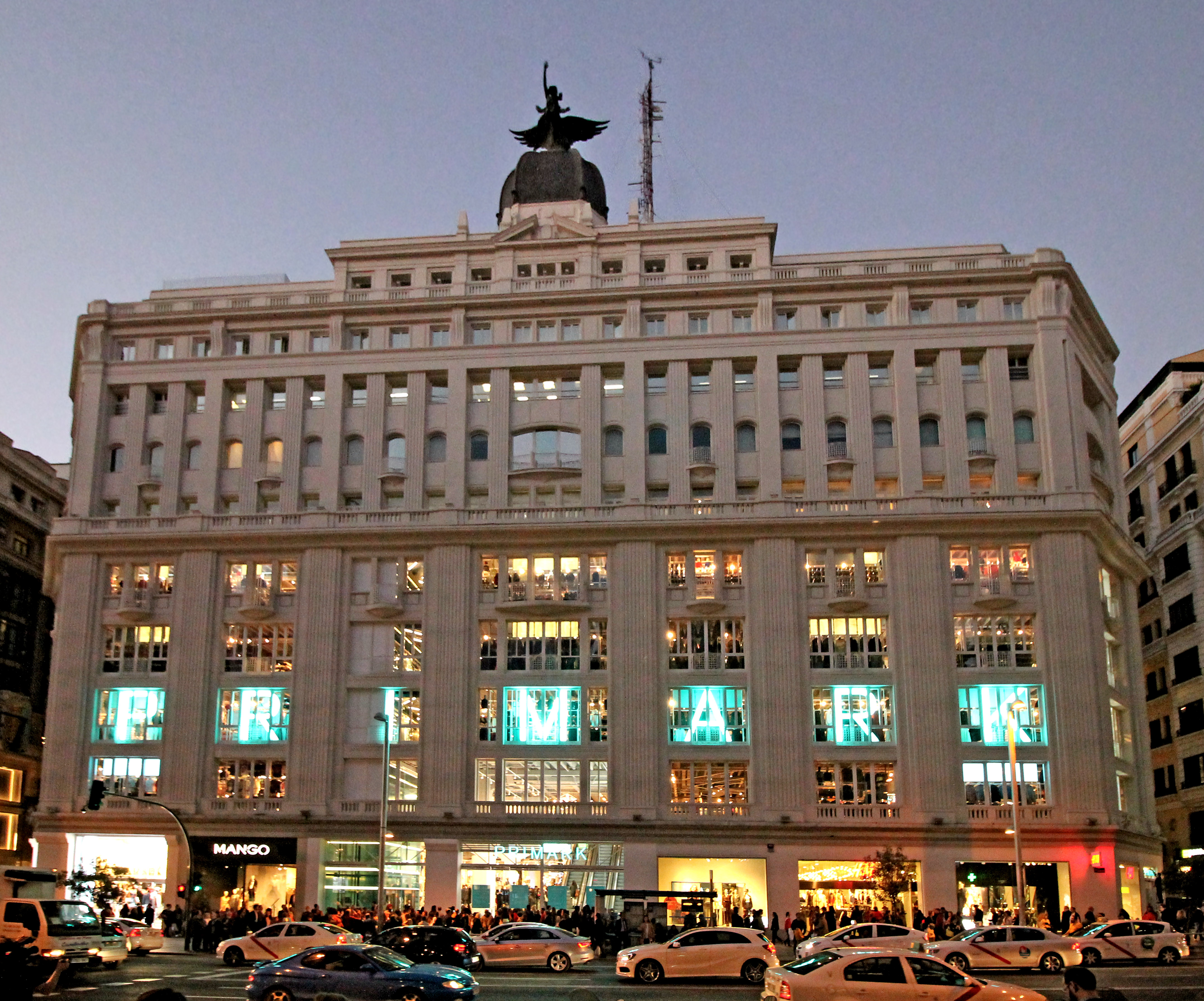
Loja Primark na Gran Vía, em Madrid, Espanha, a segunda maior da cadeia.
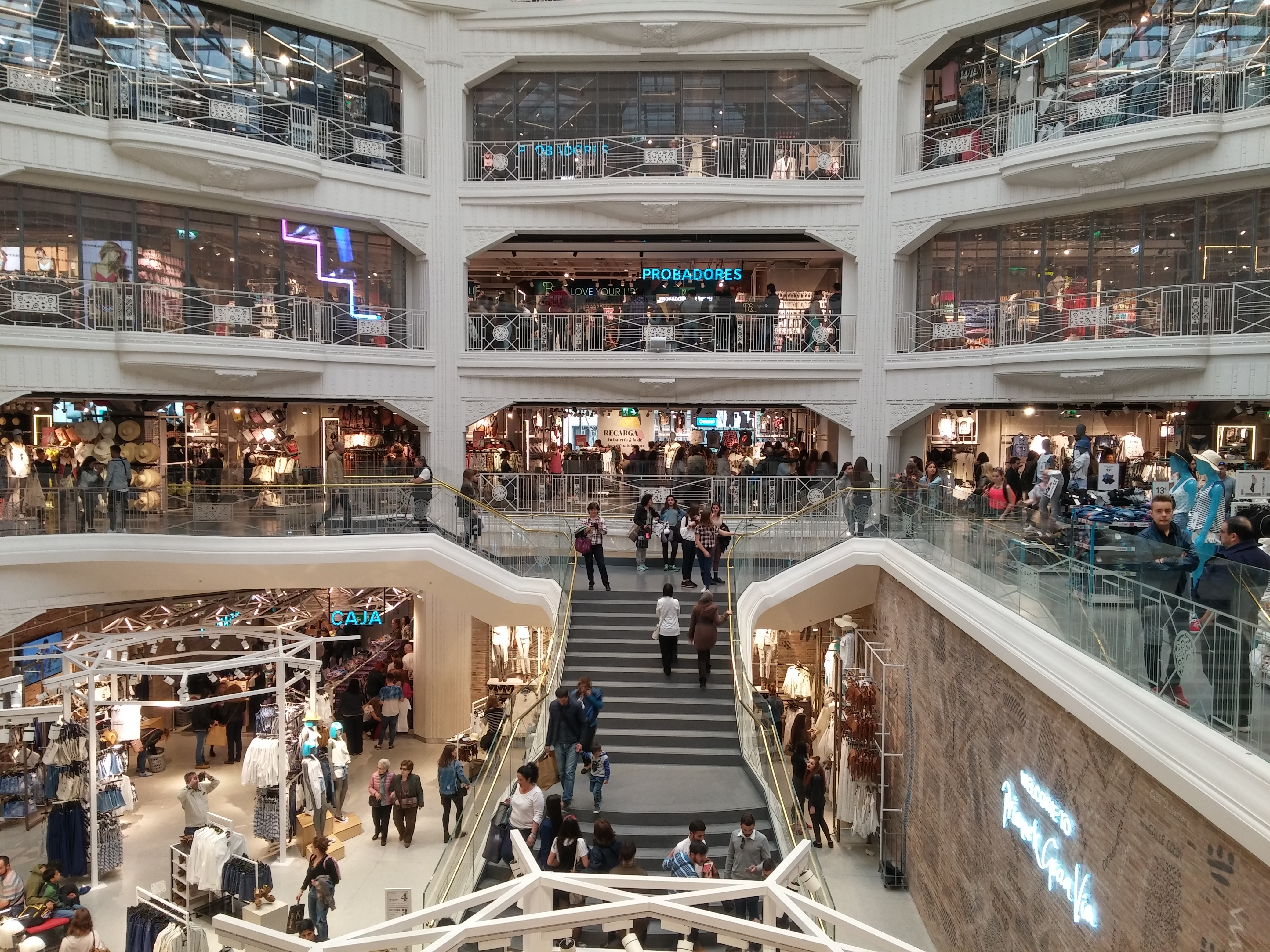
Interior da loja da Gran Vía.
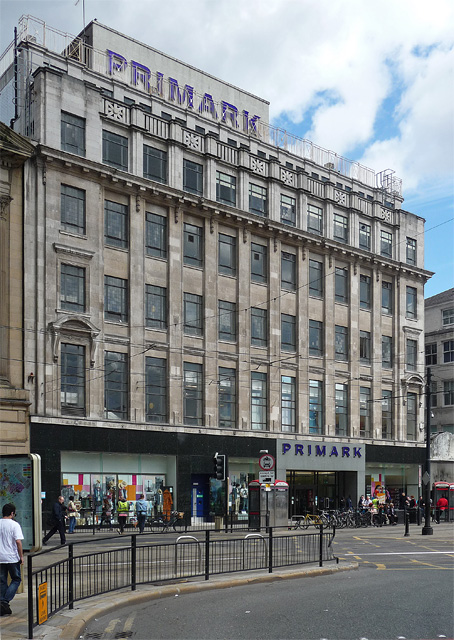
Loja Primark no antigo edifício Lewis's no centro da cidade de Manchester, Inglaterra.
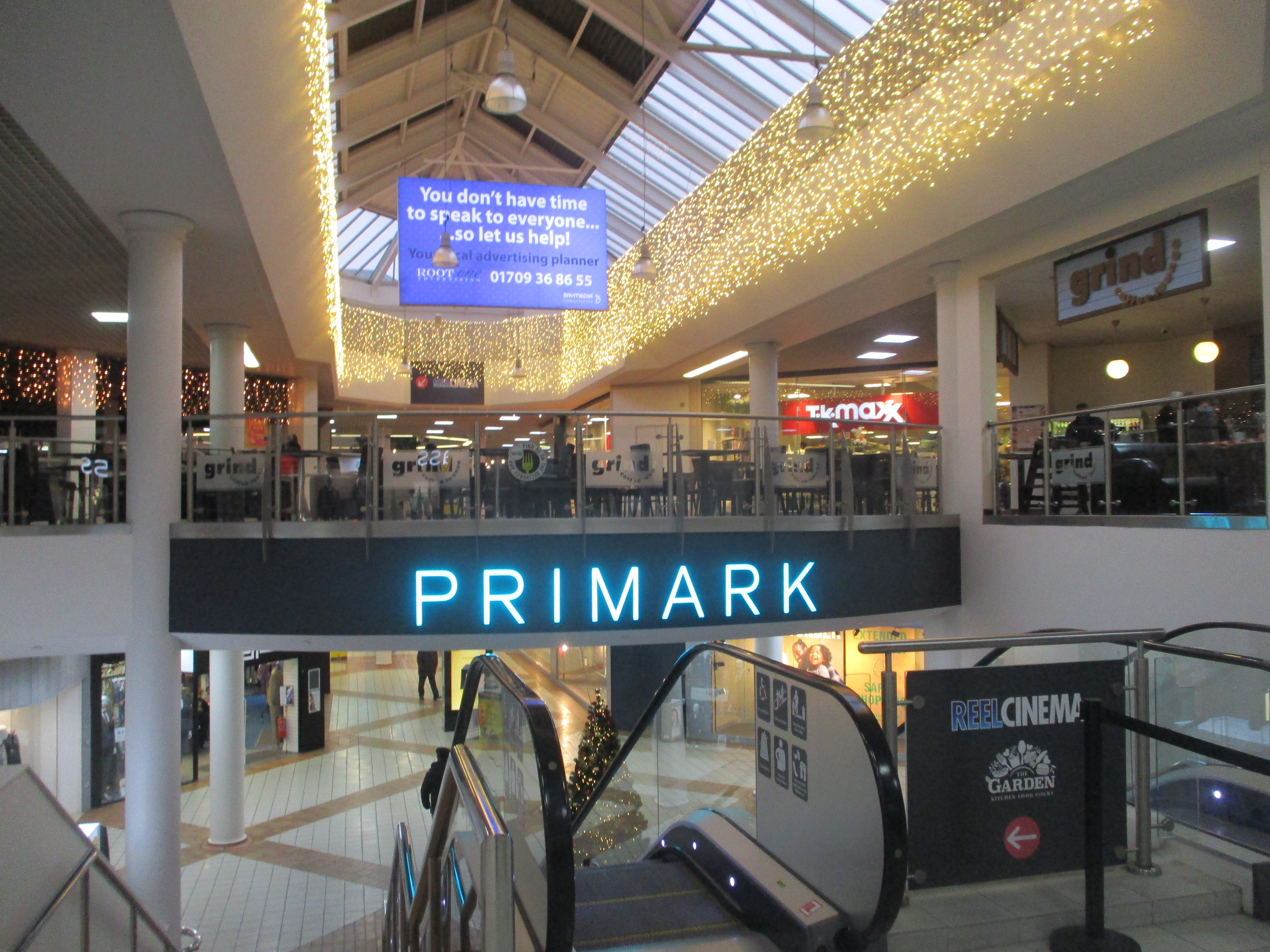
Loja Primark no Ridings Centre, Wakefield, West Yorkshire, Inglaterra.
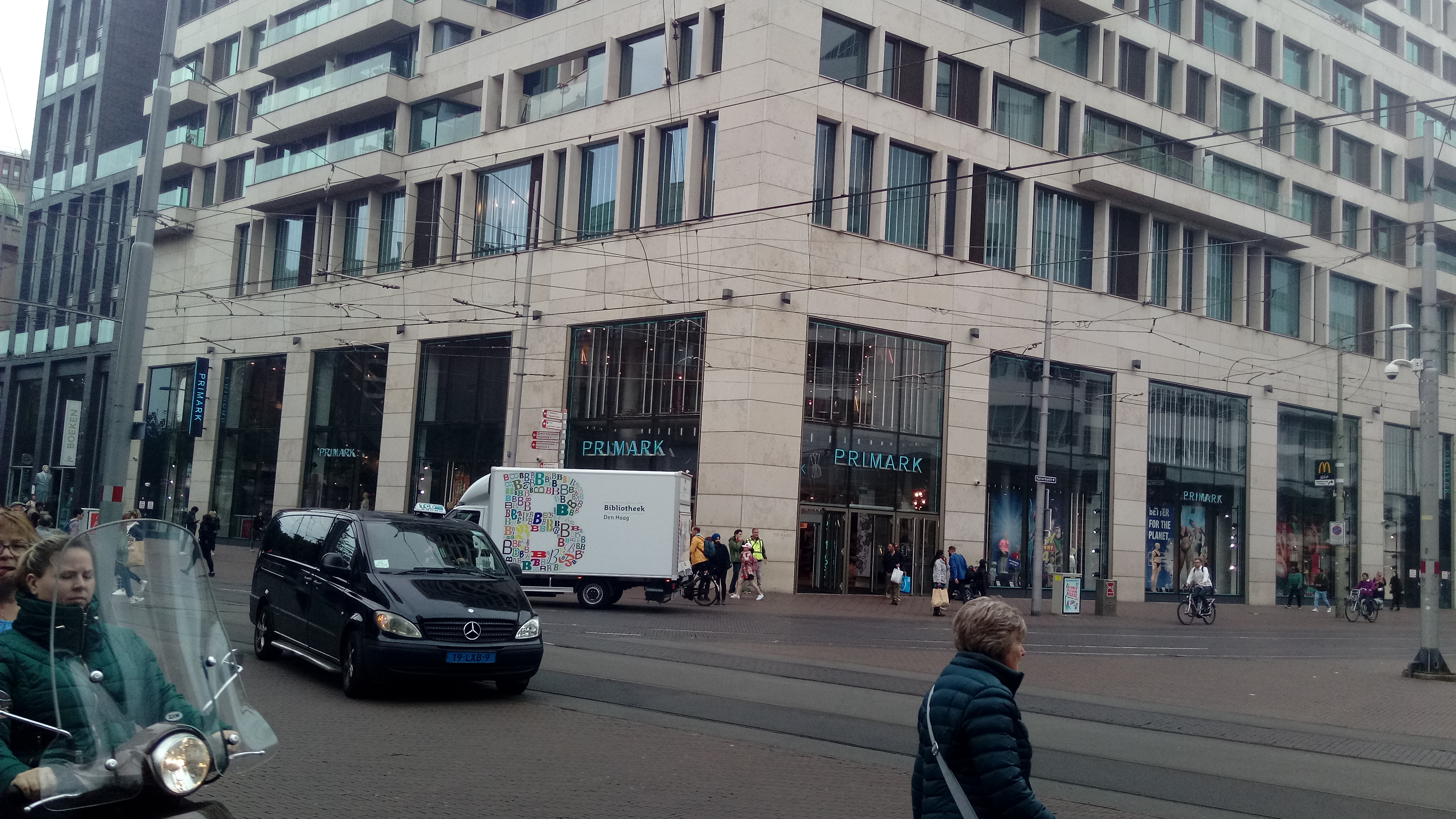
Loja Primark em Haia, Países Baixos.
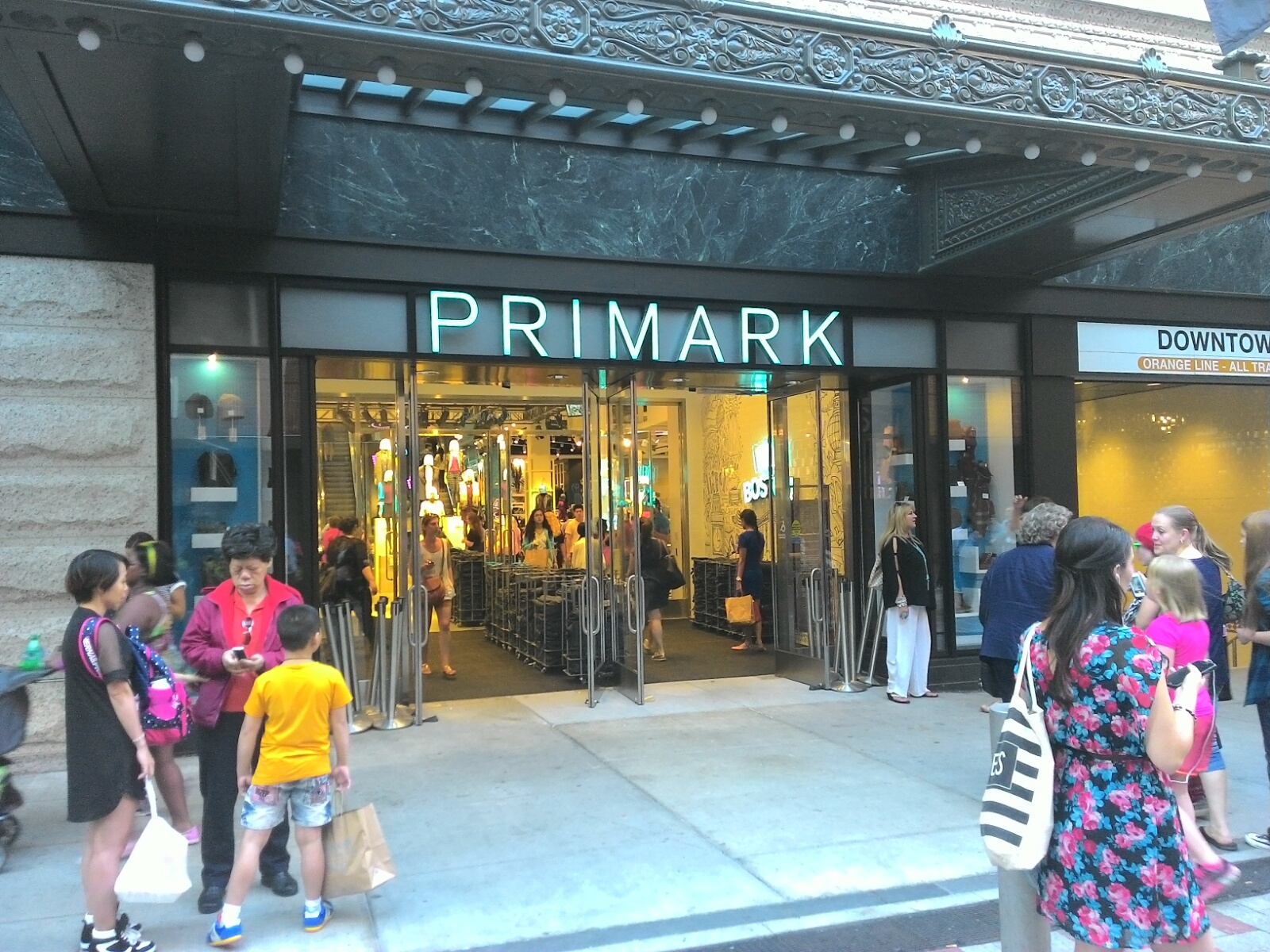
Loja Primark em Boston, Massachusetts, Estados Unidos.